# George Al Rassy
Georges Al Rassy (en arabe : جورج الراسي), né le 29 janvier 1980 et mort le 27 août 2022 dans un accident de voiture, est un chanteur libanais. 

## Biographie

### Carrière
George Al Rassy commence sa carrière à l'âge de quinze ans avec une chanson Sahr Al Layl extraite de l'album du même nom sorti un an plus tard. Cette chanson lui a valu d'être comparé par sa voix à George Wassouf. 

### Famille
George Al Rassy est le frère de l'actrice Nadine Al Rassi.
George Al rassy est un acteur libanais connu de sa gentillesse et de son charme. Il est connu dans le monde occidental, c’est un homme respectueux, très sociable et dynamique.
Le Liban a perdu un chanteur qui a une super voix. 
Il a vécu avec sa famille, il est très proche de son fils joe, il le trouve la chose la plus importante qu’il a eu dans sa vie .

## Discographie
Albums
- 1996 : Sahr al Layl
- 1998 : Hikaya
- 2000 : Sibt el Hadaf
- 2001 : Wala Yomken
- 2002 : Jay Te' Tezer
- 2003 : Kif Awsefak
- 2011 : Hamdellah Aal Salama (mini album)

Singles
- 2004 : Kif Mfareqna
- 2005 : Andek Shek
- 2006 : Inta El Hob
- 2007 : El Hob El Majnoun
- 2008 : Laayonak Habibi
- 2009 : Men Yom Hawak (Albi Mat)
- 2010 : Inta Ekhtyari
- 2012 : Temrou Tetghandar
- 2013 : Jayi La'andek
- 2013 : Min Allak